# Gressoney-Saint-Jean
Gressoney-Saint-Jean là một đô thị alpine du vùng tự trị thung lũng Aosta phía bắc Ý. Đô thị này có diện tích 69 km², dân số thời điểm 31 tháng 12 năm 2006 là 815 người..
Đô thị này có làng trực thuộc: Bieltschòcke (Bieltschucken), Bode, Chaschtal, Dresal, Lomatto (Loomatten), Méttelteil, Mettie (Mettien), Noversch, Òbre Biel, Òbre Champsil, Òbro Verdebio, Ònderteil, Òndre Biel, Òndre Champsil, Òndro Verdebio, Perletoa, Predeloasch, Stobene, Trentostäg, Tschemenoal (Chemonal), Tschoarde, Tschossil, Woald.
Đô thị này giáp các đô thị sau: Ayas, Brusson, Gaby, Gressoney-La-Trinité, Rassa (VC), Riva Valdobbia (VC).

## Biến động dân số
| Allein • Antey-Saint-André • Aoste • Arnad • Arvier • Avise • Ayas • Aymavilles • Bard • Bionaz • Brissogne • Brusson • Challand-Saint-Anselme • Challand-Saint-Victor • Chambave • Chamois • Champdepraz • Champorcher • Charvensod • Châtilon • Cogne • Courmayeur • Donnas • Doues • Emarèse • Etroubles • Fontainemore • Fénis • Gaby • Gignod • Gressan • Gressoney-La-Trinité • Gressoney-Saint-Jean • Hône • Introd • Issime • Issogne • Jovençan • La Magdeleine • La Salle • La Thuile • Lillianes • Montjovet • Morgex • Nus • Ollomont • Oyace • Perloz • Pollein • Pont-Saint-Martin • Pontboset • Pontey • Pré-Saint-Didier • Quart • Rhêmes-Notre-Dame • Rhêmes-Saint-Georges • Roisan • Saint-Christophe • Saint-Denis • Saint-Marcel • Saint-Nicolas • Saint-Oyen • Saint-Pierre • Saint-Rhémy-en-Bosses • Saint-Vincent • Sarre • Torgnon • Valgrisenche • Valpelline • Valsavarenche • Valtournenche • Verrayes • Verres • Villeneuve |